# Slaget vid Lacus Curtius
Slaget vid Lacus Curtius var enligt romersk mytologi den sista striden i kriget mellan sabinerna och romarna. Kriget hade påbörjats efter att romarna kidnappade sabiniska kvinnor för att ha dem som fruar. Den mytiske Romulus skall ha varit kung av Rom under kriget och gick segrande ur striden. Slaget skall ha utspelat sig vid Lacus Curtius, en damm i vad som senare kom att bli Forum Romanum i Rom.

## Bakgrund
Rom grundades på Palatinen (en av roms sju kullar) och blomstrade snabbt upp till ett mäktigt samhälle starkt nog att utmana de kringliggande stammarna. Staden hade dock brist på kvinnor i giftasålder vilket oroade romarna då de insåg att deras samhälle inte kunde växa utan fler kvinnor. Kung Romulus skickade därmed ut sändebud till de närliggande rikena.
"På senatens förslag skickade Romulus ut sändebud till de närliggande rikena och bad dem om att alliera sig med Rom och låta romarna gifta sig med deras kvinnor. Inget rike välkomnade de romerska sändebuden. Deras förslag möttes med förakt men det fanns samtidigt en rädsla bland grannrikena över att ett nytt mäktigt hot dykt upp mitt ibland dem." - Livius, bok 1 kapitel 9

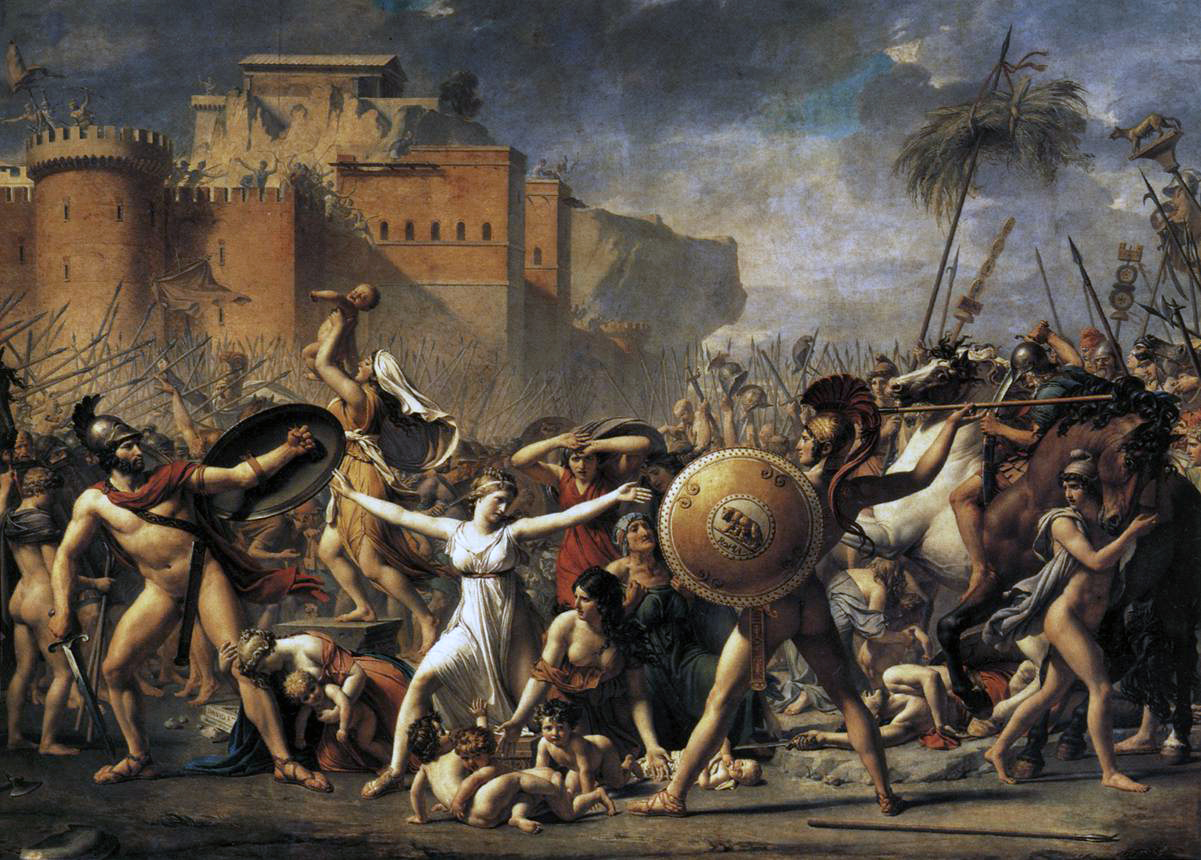
Sabinskornas ingripande av Jacques-Louis David, 1799.

Romarna blev rasande när de fick höra grannrikenas svar men Romulus hade en plan. Han utlyste att en festival skulle hållas i Rom och bjöd in invånarna i städerna Caenina, Antemnae, Crustumerium och Sabinum. Under festivalen kidnappade romarna de andra städernas döttrar vilket ledde till krig mellan Rom och de tre förstnämnda städerna. När Rom besegrat dem förklarade sabinerna krig mot Rom. Det dröjde dock två år innan några stridigheter utbröt. Rom utnyttjade denna tid med att förstärka sina befästningar och de allierade sig även med staden Alba under kung Numitor som skickade förstärkningar till Rom. I övrigt anställde de legoknektar ledda av Romulus vän Lucumo. Efter ett sista försök att nå en fredlig lösning marscherade sabinerna slutligen mot Rom. 

## Striden
Vestalen Tarpeia som var dotter till befälhavaren Spurius Tarpeius förrådde Rom och visade sabinerna hur de kunde ta sig in i staden. Det finns flera berättelser om anledningen till detta, Dionysios från Halikarnassos skrev att kung Titus Tatius erbjöd henne det som Sabinerna bar på sin vänstra arm om hon släppte in dem i staden. Tarpeius trodde att han menade de guldarmband de sabiniska soldaterna bar men när hon släppte in dem krossade de henne med sina sköldar som de också bar på vänster arm. Lucius Piso skrev att Tarpeius inte släppte in soldaterna på grund av girighet utan snarare för att lura in dem i en fälla. När sabinerna misstänkte att Tarpeius planerade att bedra dem dräpte de henne. Livius skrev att Tarpeius mutades till att släppa in sabinerna men att de sedan dödade henne.
Sabinerna begav sig till Capitolium där de förberedde sig för strid samtidigt som den romerska armén samlades på Palatinen. Floden genom Rom hade nyligen svämmat över vilket ledde till att marken mellan kullarna var en lerig träskmark. Den sabiniska armén leddes av general Mettius Curtius och den romerska av Hostus Hostilius. 
Striden inleddes med flera mindre skärmytslingar innan arméerna slutligen drabba samman i två slag där båda sidorna led förluster. I det andra och sista slaget lyckades Romulus och Lucumo pressa tillbaka sabinerna på båda flankerna men de tvingades dra sig tillbaka när den romerska centern kollapsade mot sabiner ledda av Mettius Curtius själv. Romulus begav sig till den romerska härens mitt för att stärka den och han mötte där Mettius Curtius och de började duellera. Romulus segrade och Mettius Curtius föll sårad till marken men han lyckades ta sig till en lerig sjö som låg alldeles intill och hoppade ned i den innan Romulus kunde dräpa honom. När Romulus istället fokuserade på resten av den sabiniska armén tog sig Mettius Curtius upp ur sjön och begav sig tillbaka till sitt läger.
Romulus sårades nu av en slungsten som träffade honom i huvudet och han släpades tillbaka till det romerska lägret. Ungefär samtidigt föll Lucumo då han träffades av ett kastspjut och den romerska armén drabbades nu av panik och flydde fältet. Flykten avbröts dock då Romulus vaknade upp igen och förstärkningar anlände från Palatinen. Den romerska armén kunde därmed vända slaget och sabinerna flydde tillbaka till Capitolium där de förskansade sig.
Slaget hade pågått hela dagen och i skymningsljuset samlade den romerska armén sig nedanför Capitolium, den sabinska armén vägrade dock komma ned och möta dem i strid. Till slut tröttnade romarna på att vänta och de beslutade sig för att anfalla kullen. Den romerska armén stred modigt med Hostus Hostilius i dess front men när han dräptes greps de åter av panik och flydde. Romulus bad då till Jupiter och lovade att om han gick segrande ur striden skulle han uppföra ett stort tempel till guden. Han samlade sedan sin armé igen och gick åter till anfall mot sabinerna som nu kommit ned från kullen för att dräpa romerska eftersläntrare. Striderna började på nytt och Mettius Curtius föll ned i ett träsk när hans häst stegrade sig. Sabinerna gav dock inte vika och striden fortsatte men romarna hade nu övertaget. Plötsligt dök de sabiniska kvinnorna upp, de rusade rätt in i striden och ställde sig mellan arméerna. De sa åt båda sidorna att stoppa blodspillan och istället acceptera varandra som familj vilket de nu var då romarna gift sig med sabinernas döttrar. Fyllda av skam över sitt beteende slöt Mettius Curtius och Romulus fred med varandra.
Plutarchos lägger till ytterligare detaljer om de sabinska kvinnornas ingripande. Han skriver att de hade med sig mat och vatten och att de tog hand om de sårade på båda sidorna. Enligt honom blev de sabinska kvinnornas enda äktenskapliga plikt efter kriget att göra kläder åt sina makar.

## Efterspel
Efter kriget skrevs ett fredsavtal mellan sabinerna och romarna där de båda rikena slog sig samman och den administrativa makten flyttades till Rom. Befolkningen i riket fick namnet Populus Romanus Quiritium vilket betyder det kviritisk-romerska folket och dammen Lacus Curtius där slaget kan ha stått fick sitt namn efter den sabiniske generalen Mettius Curtius (Curtius damm). Det är även möjligt att han blev inspirationen till den romerska hjälten Marcus Curtius.